# 15 августа (фильм)
«15 августа» (фр. 15 août) — французская кинокомедия продюсера Люка Бессона.

## Сюжет
Отпуск Макса, Рауля и Венсана, трёх отцов семейства тихонечко накрывается. Они приезжают к жёнам на курорт в Бретань, в городок Ла-Боль-Эскублак, но те, оставив им детей, сами укатили в неизвестном направлении. Лишь записка незнакомым почерком советует, что кому из детей давать от кашля. И очаровательный совет: «В ванной сразу все не мойтесь, так как горячей воды может не хватить. Целуем, ваши жены».
Отчаянию мужчин, представителей разных профессий (врач, журналист и просто отец) нет предела: дождливая пора, замкнутые стены коттеджа, постоянные слёзки у четверых детей, наконец — ревность к своим «вторым половинам».
Но, оправившись от испуга, они находят в себе силы справиться со своими невзгодами, и даже ощутить
прелести «безженского отпуска». Проходит три дня, и вот тут-то, вечером третьего дня,15 августа, они видят машину своего приятеля, на которой дамочки умотали в отпуск от мужей!

## В главных ролях
| Актёр              | Роль                    |
| ------------------ | ----------------------- |
| Ришар Берри        | Макс                    |
| Шарль Берлен       | Венсан                  |
| Жан-Пьер Дарруссен | Рауль                   |
| Людмила Микаэль    | Луиза Абель             |
| Сельма Эл Мусс     | Нина (дочь Макса)       |
| Манон Горен        | Алиса (дочь Макса)      |
| Квентин Поммье     | Арнольд (сын Венсана)   |
| Томас Гулар        | Себастьян (сын Венсана) |
| Блондэн Бери       | Стефани                 |
| Дмитрий Радочевич  | сосед                   |
| Катрин Осмален     | соседка                 |

## Съёмочная группа
- Продюсер: Люк Бессон
- Сценарист: Лиза Алессандрен
- Оператор: Дамье Морисо
- Монтаж: Ян Малькор